# Растворова Валентина Ксенофонтівна
Валентина Ксенофонтівна Растворова (17 червня 1933, Одеса, Українська РСР, СРСР — 24 серпня 2018) — радянська фехтувальниця на рапірах та тренерка. Олімпійська чемпіонка (1960), заслужений майстер спорту, тренер Московської ради ФСТ «Динамо».
У 1956 році закінчила Російський державний університет фізичної культури, спорту, молоді й туризму. Виступала за «Динамо» (Москва). Входила у збірну команду СРСР з 1955 по 1967 роки. Брала участь в Олімпійських іграх 1956 року. Чемпіонка Олімпіади-1960 у командній першості по фехтуванню на рапірах. Срібна призерка Олімпіади-1960 в особистому та Олімпіади-1964 у командній першості. Чемпіонка світу 1958 року в особистій першості, 1956, 1958, 1961, 1965, 1966 — у командному. Срібна призерка чемпіонатів світу 1962 та 1967 у командних змаганнях. Бронзова призерка ЧС-1961 у особистих змаганнях. У складі команди виграла Кубок Європи 1966 та 1967 років. Чемпіонка СРСР 1956, 1964, 1967 у особистій першості. Володарка Кубку СРСР 1958 та 1965.